# West Lothian
A Área de Conselho (ou Council Area) de West Lothian (em gaélico escocês, Lodainn an Iar), é uma das 32 novas subdivisões administrativas da Escócia, criada em 1996. Faz fronteira com Edinburgo a leste, Scottish Borders a sudeste, South Lanarkshire ao sul, North Lanarkshire a oeste e Falkirk a noroeste.
Esta Council Area foi criada na área do antigo Condado de West Lothian da antiga região de Lothian.

## História

### Formação do Condado
O antigo condado/distrito de West Lothian foi também chamado de Linlithgowshire ou Condado de Linlithgow até 1921.
Com a abolição dos condados em 1975 pelo governo local da Escócia, o condado continha seis burghs. Dois desses acabaram ficando fora da área da West Lothian quando da criação desta em 1996.
| Burgh             | council area pertencente |
| ----------------- | ------------------------ |
| Armadale          | West Lothian             |
| Bathgate          | West Lothian             |
| Linlithgow        | West Lothian             |
| Whitburn          | West Lothian             |
| Bo'ness           | Falkirk                  |
| South Queensferry | Edinburgo                |

Com a abolição dos condados em 1975 o condado foi adicionado na Lothian Region, exceto a área de Bo'ness que se tornou parte da Central Region.
A Lothian Region continha quatro distritos, um deles chamado de West Lothian que tinha aproximadamente a mesma área do condado de mesmo nome.

### Formação do distrito
O Distrito de West Lothian foi criado em 1975 sobre a área dos condados de West Lothian - menos as áreas do antigos burghs de Bo'ness, South Queensferry e Kirkliston - e também incluía as áreas dos distritos East Calder e West Calder pertencentes ao antigo condado de Midlothian. A sede do conselho do distrito ficava em Bathgate e posteriormente foi transferido para a cidade de Livingston.
A Council Area de West Lothian foi criada em 1996 sobre a mesma área do distrito.

### Áreas de West Lothian
Livingston:
East Calder
West Calder
Mid Calder
Wilkieston
Pumpherston
Broxburn:
Uphall
Winchburgh
Dechmont
Bridgend
Bathgate:
Armadale
Whitburn
Fauldhouse
Longridge
Torphicen
Blackburn
Seafield

## Principais cidades
| - Armadale - Bathgate | - Broxburn - Linlithgow | - Livingston - Whitburn |

## Cidades e aldeias
| - Abercorn - Addiewell - Ainville - Blackburn - Blackridge - Breich - Bridgend - Dechmont - East Calder | - Ecclesmachan - Fauldhouse - Greenrigg - Harthill - Kingscavil - Kirknewton - Mid Calder - Philpstoun - Polbeth | - Pumpherston - Seafield - Stoneyburn - Torphichen - Uphall - Uphall Station - West Calder - Westfield - Winchburgh |

## Lugares de interesse
- Castelo de Blackness
- Linlithgow Palace, local de nascineto da Maria I da Escócia

## Pessoas famosas
David Tennant, mais conhecido por atuar a décima encarnação do Doctor, no seriado Doctor Who, é de West Lothian.
Também é de West Lothian a cantora Susan Boyle, cuja excelente performance no reality show Britain's Got Talent, em 11 de abril de 2009, causou repercussão mundial.